# Bella Vista (Maldonado)
Pour les articles homonymes, voir Bella Vista.
Bella Vista est une ville et une station balnéaire de l'Uruguay située dans le département de Maldonado. Sa population est de 145 habitants.

## Population
| Année | Population |
| ----- | ---------- |
| 1963  | 79         |
| 1975  | 102        |
| 1985  | 112        |
| 1996  | 141        |
| 2004  | 145        |

,